# Église San Giuseppe dei Falegnami
Pour les articles homonymes, voir Église Saint-Joseph.
L'église San Giuseppe dei Falegnami (en italien, Chiesa di San Giuseppe dei Falegnami, « Saint-Joseph-des-Charpentiers ») est une église catholique à Rome.

## Historique
Située sur le Forum Romanum, dans l'actuel rione de Campitelli, l'église date de 1540 et est dédiée à saint Joseph.
Première église à Rome dédiée à saint Joseph, elle fut construite au-dessus du Tullianum (également appelé prison Mamertine). La légende veut quelle ait servi de prison à saint Pierre et saint Paul.
Le toit de l'édifice s'effondre partiellement le 30 août 2018, sans causer de victimes car il était fermé.

## Sources
- (en) Cet article est partiellement ou en totalité issu de l’article de Wikipédia en anglais intitulé « San Giuseppe dei Falegnami » (voir la liste des auteurs).